# Cypryjscy posłowie do Parlamentu Europejskiego 2004–2009
Cypryjscy posłowie VI kadencji do Parlamentu Europejskiego zostali wybrani w wyborach przeprowadzonych 13 czerwca 2004.

## Lista posłów
Wybrani z listy Zgromadzenia Demokratycznego
- Panajotis Dimitriu
- Joanis Kasulidis

Wybrani z listy Postępowej Partii Ludzi Pracy
- Adamos Adamu
- Kiriakos Triandafilidis

Wybrany z listy Partii Demokratycznej
- Marios Matsakis

Wybrany z listy Do Europy
- Janakis Matsis